# Besenyőd
Besenyőd je vas na Madžarskem, ki upravno spada pod podregijo Baktalórántházai Županije Szabolcs-Szatmár-Bereg.